# Barnadesieae
Barnadesieae K.Bremer & R.K.Jansen, 1992 è una tribù di piante angiosperme eudicotiledoni della famiglia delle Asteraceae, endemica del Sud America. La tribù è anche l'unica della sottofamiglia Barnadesioideae K.Bremer & R.K.Jansen, 1992.

## Descrizione

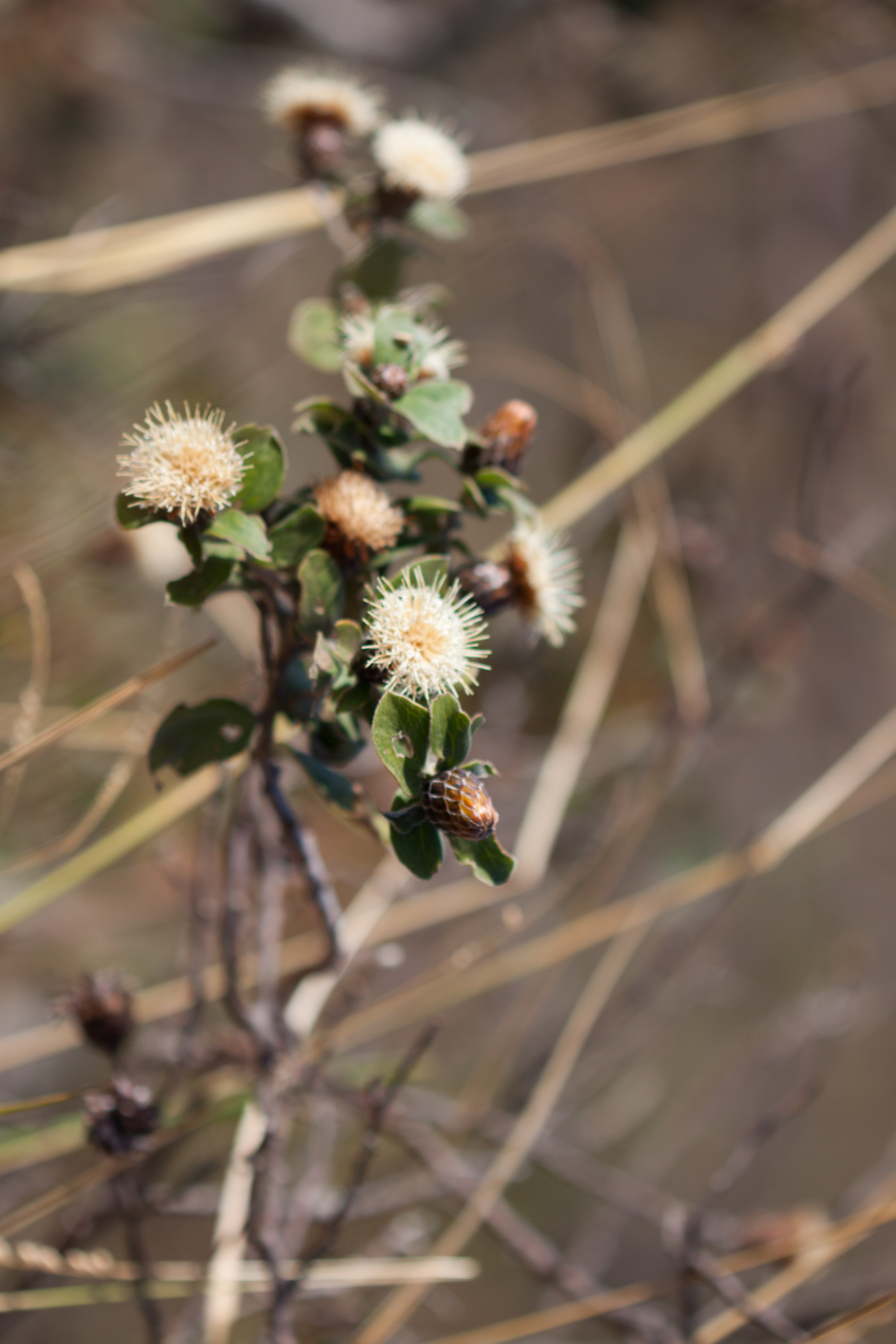
Il portamento
Dasyphyllum sprengelianum

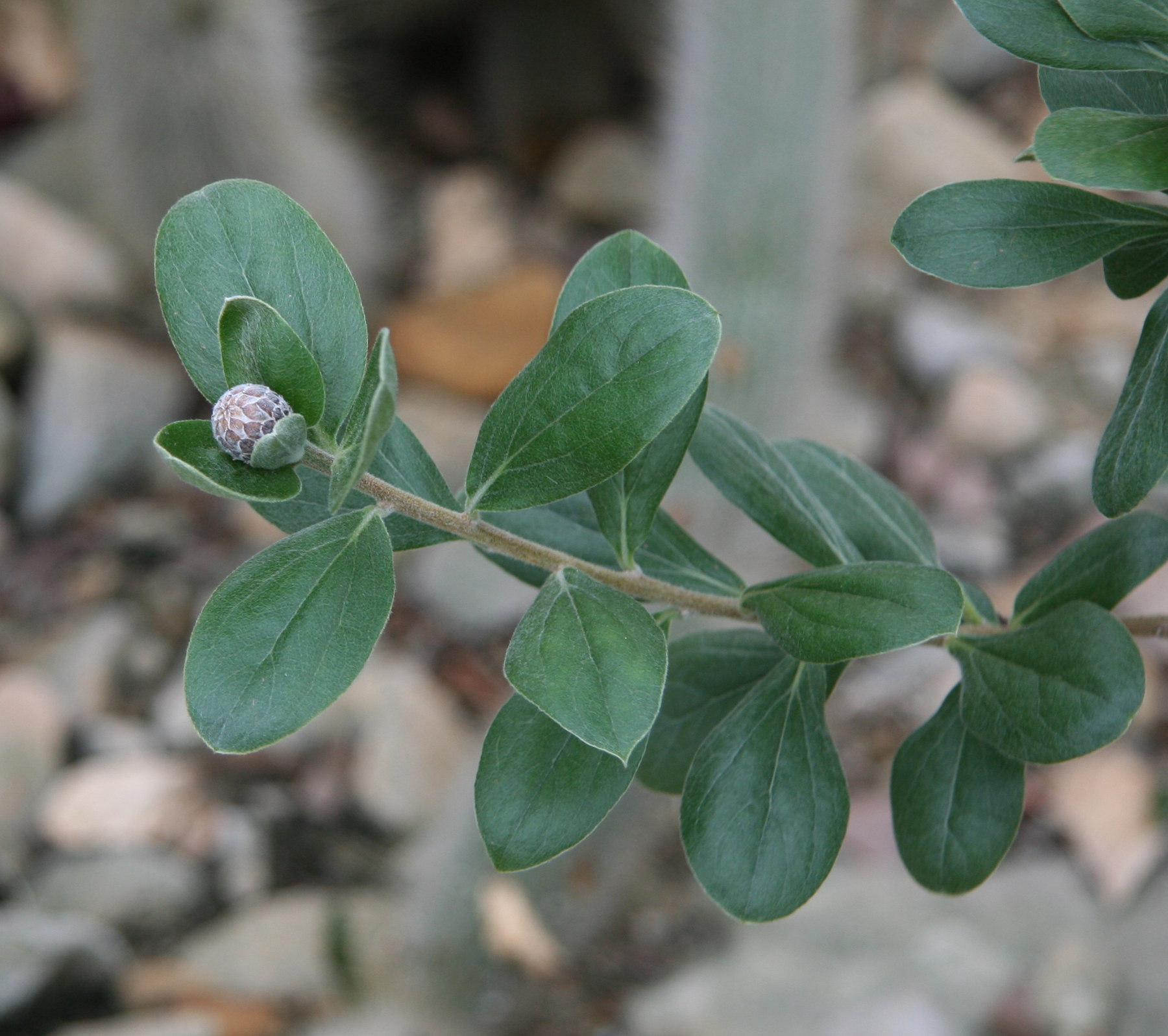
Le foglie
Arnaldoa macbrideana

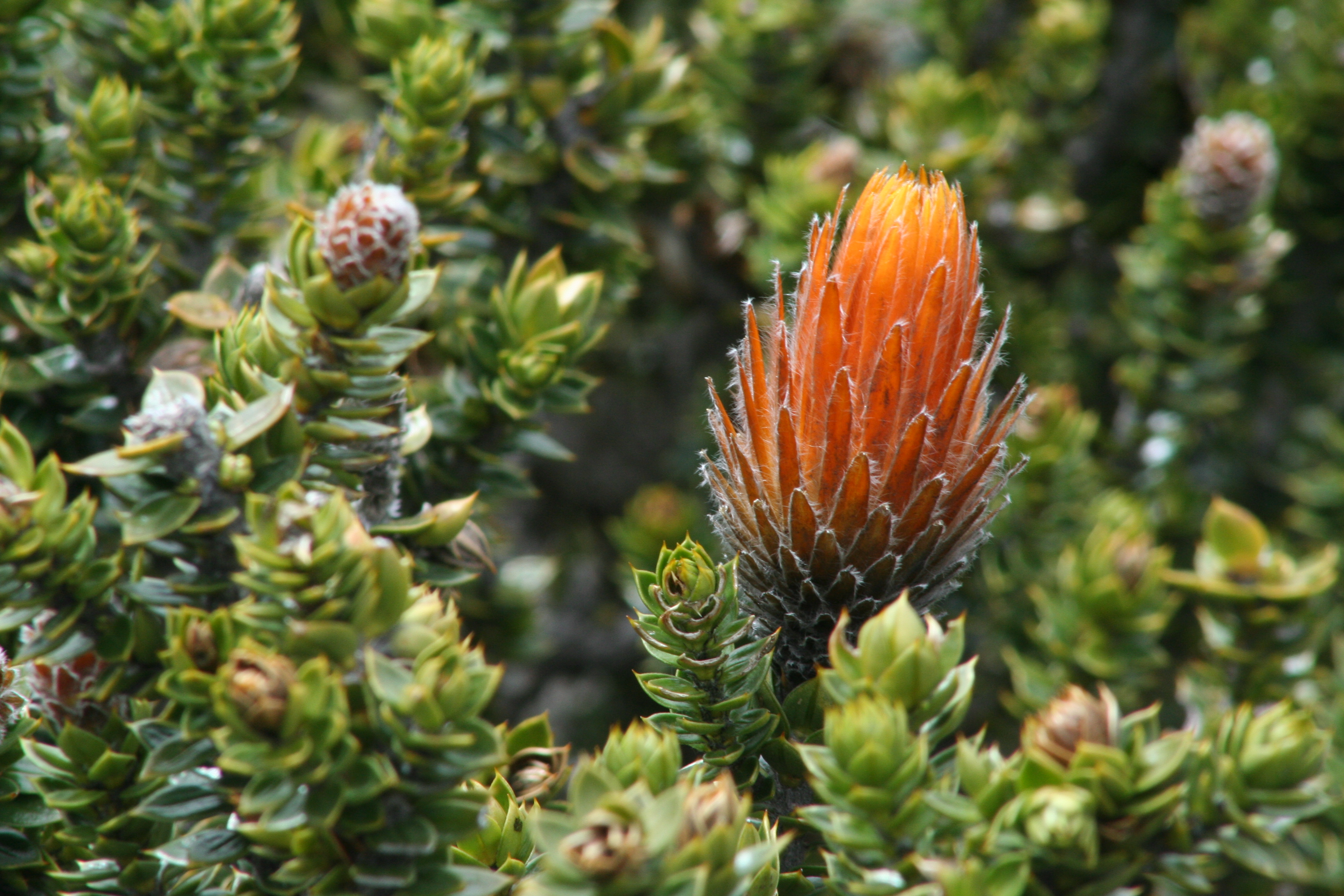
Infiorescenza
Chuquiraga jussieui

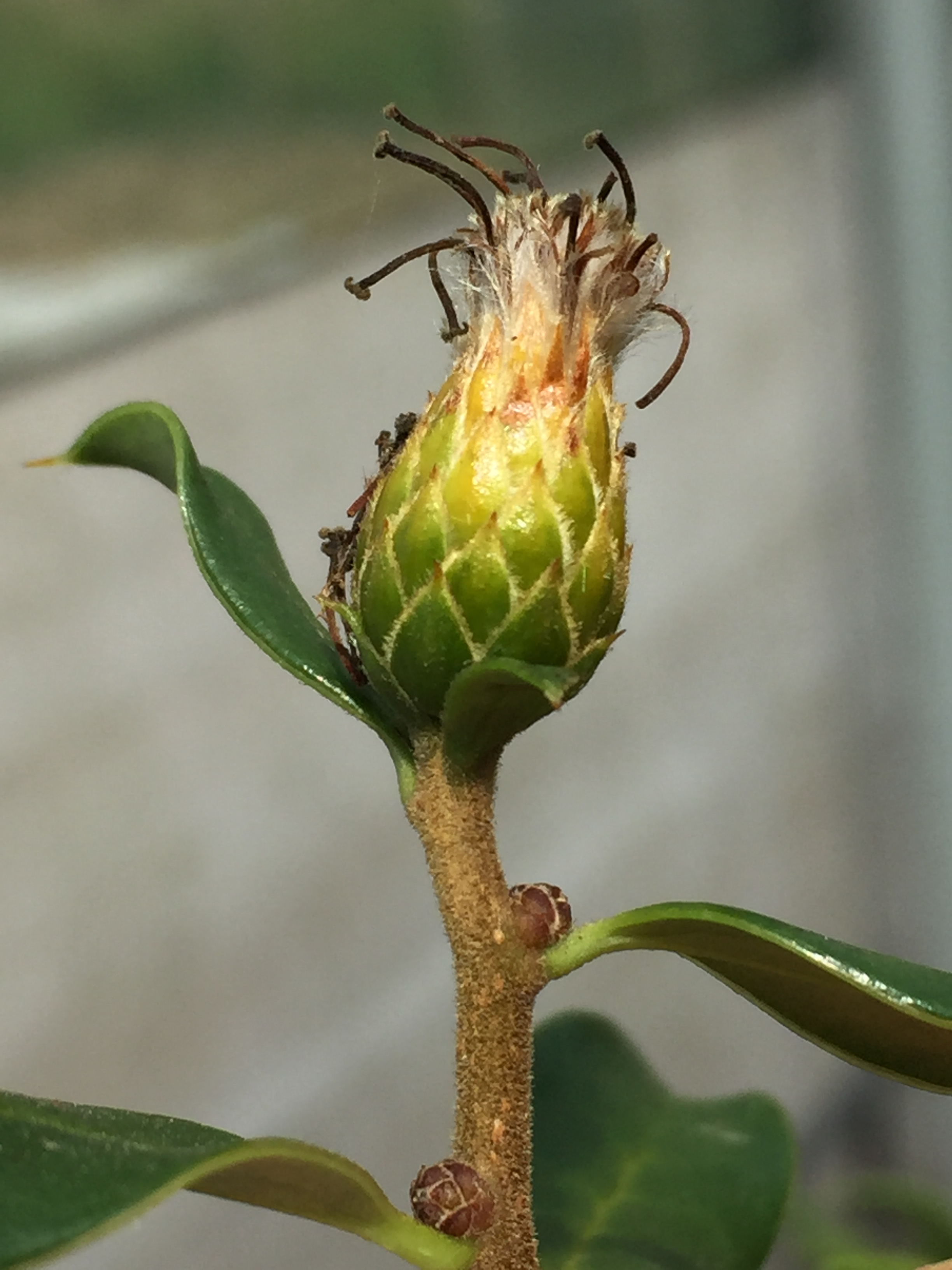
I fiori
Archidasyphyllum diacanthoides

Le specie di questa voce sono piante annuali o perenni con portamenti erbacei o arbustivo o (meno spesso) arborei che possono raggiungere i 30 m di altezza. I fusti in genere sono eretti o decombenti. Possono essere presenti delle spine ascellari fascicolate.
Sono presenti sia foglie basali che cauline sia sessili che picciolate. Le foglie lungo il caule sono a disposizione alternata o opposta a volte fascicolate o verticillate. Quelle basali spesso possono formano delle rosette. La forma delle lamine è varia: intera o segmentata con contorno più o meno lanceolato e bordi che possono essere continui, dentati o spinosi. Le stipole sono assenti.
Le infiorescenze sono composte da capolini, sessili o peduncolati, terminali scaposi, o raccolti in formazioni cimose-corimbose. I capolini, sia omogami che eterogami, sono formati da un involucro a forma da cilindrica a emisferica (o campanulata) composto da brattee (o squame) all'interno delle quali un ricettacolo fa da base ai fiori (da 1 a 135) di tipo ligulato. Le brattee disposte in più serie (da 4 a 14) in modo embricato sono di vario tipo sia spinose che prive di spine, a consistenza fogliacea oppure membranosa con bordi variamente dentati, fimbriati o lacerati. Il ricettacolo, a forma piatta in genere è ricoperto da pagliette (raramente è nudo).
I fiori sono tetra-ciclici (ossia sono presenti 4 verticilli: calice – corolla – androceo – gineceo) e pentameri (ogni verticillo ha 5 elementi). I fiori sono ermafroditi, actinomorfi (raramente possono essere zigomorfi) e fertili. In genere i fiori centrali sono bisessuali; quelli periferici sono sterili (unisessuali in genere).
- Formula fiorale:

*/x K {\displaystyle \infty }, [C (5), A (5)], G 2 (infero), achenio
- Calice: i sepali del calice sono ridotti ad una coroncina di squame.
- Corolla: la corolla ha un breve tubo con lobi lunghi e nastriformi. I colori sono: bianco, giallo, arancione, rosa e viola.
- Androceo: gli stami sono 5 (da 3 a 5 nei fiori centrali) con filamenti liberi, glabri o papillosi e distinti, mentre le antere sono saldate in un manicotto (o tubo) circondante lo stilo. Le antere in genere hanno una forma sagittata con base da caudata a priva di coda e appendice intera, marginata o bilobata. Il polline normalmente è tricolporato a forma sferica o schiacciata ai poli.
- Gineceo: lo stilo è filiforme bilobato o bifido; gli stigmi sono divergenti. L'ovario è infero uniloculare formato da 2 carpelli. L'ovulo è unico e anatropo.

I frutti sono degli acheni con pappo. La forma dell'achenio in genere è subcilindrica; la superficie è densamente villosa. Il pericarpo può essere di tipo parenchimatico, altrimenti è indurito (lignificato) radialmente; la superficie è irsuta o glabra. I pappi, formati da una serie di setole barbate o squame (o scaglie) decidue o persistenti, sono direttamente inseriti nel pericarpo o connati in un anello parenchimatico posto sulla parte apicale dell'achenio.

## Biologia
- Impollinazione: l'impollinazione avviene tramite insetti (impollinazione entomogama tramite farfalle diurne e notturne).
- Riproduzione: la fecondazione avviene fondamentalmente tramite l'impollinazione dei fiori (vedi sopra).
- Dispersione: i semi (gli acheni) cadendo a terra sono successivamente dispersi soprattutto da insetti tipo formiche (disseminazione mirmecoria). In questo tipo di piante avviene anche un altro tipo di dispersione: zoocoria. Infatti gli uncini delle brattee dell'involucro si agganciano ai peli degli animali di passaggio disperdendo così anche su lunghe distanze i semi della pianta.

## Distribuzione e habitat
L'areale della tribù è limitata al Sud America e più precisamente alla regione andina, dal Venezuela sino alla Patagonia, al Cile centrale e al Brasile.

## Tassonomia
La famiglia di appartenenza di questa voce (Asteraceae o Compositae, nomen conservandum) probabilmente originaria del Sud America, è la più numerosa del mondo vegetale, comprende oltre 23 000 specie distribuite su 1 535 generi, oppure 22 750 specie e 1 530 generi secondo altre fonti (una delle checklist più aggiornata elenca fino a 1 679 generi). La famiglia attualmente (2021) è divisa in 16 sottofamiglie. La sottofamiglia Barnadesioideae, con la sua sola tribù Barnadesieae, è una di queste.

### Filogenesi
La sottofamiglia Barnadesioideae solo recentemente, in base a studi filogenetici di tipo molecolare (tutte le Asteraceae - eccetto le Barnadesioideae - hanno una particolare inversione in una data porzione del DNA), è stata elevata di rango tassonomico (prima era posizionata a livello subtribale come sottotribù Barnadesiinae all'interno della tribù Mutisieae). Nell'ambito della famiglia il gruppo Barnadesioideae, da un punto di vista filogenetico, è in posizione "basale", ossia forma un "gruppo fratello" con il resto della famiglia.
Le differenti specie si caratterizzano per la presenza sulle corolle, gli acheni e il pappo di lunghi peli tricellulari detti "tricomi barnadesioidi", costituiti da una lunga cellula filiforme, unita ad una cellula rigonfia, che a sua volta si fissa ad una cellula epidermica basale. La maggior parte delle specie presentano inoltre peculiari spine ascellari per lo più in coppie, ma in alcune specie anche singole o a gruppi di 3-5.
Le ultime ricerche molecolari sul DNA hanno individuato due cladi principali: il clade A con i generi Chuquiraga, Duseniella e Doniophyton; il clade B con i generi Dasyphyllum, Archidasyphyllum, Arnaldoa, Fulcaldea e Barnadesia; mentre i due generi Huarpea e Schlechtendalia si trovano in posizione "basale". Nel clade A il genere Chuquiraga, con all'interno nidificato il genere Duseniella, si dimostra per il momento parafiletico; Doniophyton in questo clade è in posizione "basale". Nel clade B con la segregazione del genere Archidasyphyllum, Dasyphyllum diventa monofiletico; in questo clade in posizione "basale" si trova il genere Barnadesia.
|  | \| \| Chuquiraga (1) \| \| \| \| \| \| Duseniella \| \| \| \| |
|  |                                                               |
|  | Chuquiraga (2)                                                |
|  |                                                               |
|  | Chuquiraga (1)                                                |
|  |                                                               |
|  | Duseniella                                                    |
|  |                                                               |

|  | Chuquiraga (1) |
|  |                |
|  | Duseniella     |
|  |                |

|  | \| \| Chuquiraga (1) \| \| \| \| \| \| Duseniella \| \| \| \| |
|  |                                                               |
|  | Chuquiraga (2)                                                |
|  |                                                               |
|  | Chuquiraga (1)                                                |
|  |                                                               |
|  | Duseniella                                                    |
|  |                                                               |

|  | Chuquiraga (1) |
|  |                |
|  | Duseniella     |
|  |                |

|  | Archidasyphyllum                                       |
|  |                                                        |
|  | \| \| Arnaldoa \| \| \| \| \| \| Fulcaldea \| \| \| \| |
|  |                                                        |
|  | Arnaldoa                                               |
|  |                                                        |
|  | Fulcaldea                                              |
|  |                                                        |

|  | Arnaldoa  |
|  |           |
|  | Fulcaldea |
|  |           |

|  | Archidasyphyllum                                       |
|  |                                                        |
|  | \| \| Arnaldoa \| \| \| \| \| \| Fulcaldea \| \| \| \| |
|  |                                                        |
|  | Arnaldoa                                               |
|  |                                                        |
|  | Fulcaldea                                              |
|  |                                                        |

|  | Arnaldoa  |
|  |           |
|  | Fulcaldea |
|  |           |

|  | Archidasyphyllum                                       |
|  |                                                        |
|  | \| \| Arnaldoa \| \| \| \| \| \| Fulcaldea \| \| \| \| |
|  |                                                        |
|  | Arnaldoa                                               |
|  |                                                        |
|  | Fulcaldea                                              |
|  |                                                        |

|  | Arnaldoa  |
|  |           |
|  | Fulcaldea |
|  |           |

|  | Archidasyphyllum                                       |
|  |                                                        |
|  | \| \| Arnaldoa \| \| \| \| \| \| Fulcaldea \| \| \| \| |
|  |                                                        |
|  | Arnaldoa                                               |
|  |                                                        |
|  | Fulcaldea                                              |
|  |                                                        |

|  | Arnaldoa  |
|  |           |
|  | Fulcaldea |
|  |           |

|  | \| \| Chuquiraga (1) \| \| \| \| \| \| Duseniella \| \| \| \| |
|  |                                                               |
|  | Chuquiraga (2)                                                |
|  |                                                               |
|  | Chuquiraga (1)                                                |
|  |                                                               |
|  | Duseniella                                                    |
|  |                                                               |

|  | Chuquiraga (1) |
|  |                |
|  | Duseniella     |
|  |                |

|  | \| \| Chuquiraga (1) \| \| \| \| \| \| Duseniella \| \| \| \| |
|  |                                                               |
|  | Chuquiraga (2)                                                |
|  |                                                               |
|  | Chuquiraga (1)                                                |
|  |                                                               |
|  | Duseniella                                                    |
|  |                                                               |

|  | Chuquiraga (1) |
|  |                |
|  | Duseniella     |
|  |                |

|  | Archidasyphyllum                                       |
|  |                                                        |
|  | \| \| Arnaldoa \| \| \| \| \| \| Fulcaldea \| \| \| \| |
|  |                                                        |
|  | Arnaldoa                                               |
|  |                                                        |
|  | Fulcaldea                                              |
|  |                                                        |

|  | Arnaldoa  |
|  |           |
|  | Fulcaldea |
|  |           |

|  | Archidasyphyllum                                       |
|  |                                                        |
|  | \| \| Arnaldoa \| \| \| \| \| \| Fulcaldea \| \| \| \| |
|  |                                                        |
|  | Arnaldoa                                               |
|  |                                                        |
|  | Fulcaldea                                              |
|  |                                                        |

|  | Arnaldoa  |
|  |           |
|  | Fulcaldea |
|  |           |

|  | Archidasyphyllum                                       |
|  |                                                        |
|  | \| \| Arnaldoa \| \| \| \| \| \| Fulcaldea \| \| \| \| |
|  |                                                        |
|  | Arnaldoa                                               |
|  |                                                        |
|  | Fulcaldea                                              |
|  |                                                        |

|  | Arnaldoa  |
|  |           |
|  | Fulcaldea |
|  |           |

|  | Archidasyphyllum                                       |
|  |                                                        |
|  | \| \| Arnaldoa \| \| \| \| \| \| Fulcaldea \| \| \| \| |
|  |                                                        |
|  | Arnaldoa                                               |
|  |                                                        |
|  | Fulcaldea                                              |
|  |                                                        |

|  | Arnaldoa  |
|  |           |
|  | Fulcaldea |
|  |           |

|  | \| \| Chuquiraga (1) \| \| \| \| \| \| Duseniella \| \| \| \| |
|  |                                                               |
|  | Chuquiraga (2)                                                |
|  |                                                               |
|  | Chuquiraga (1)                                                |
|  |                                                               |
|  | Duseniella                                                    |
|  |                                                               |

|  | Chuquiraga (1) |
|  |                |
|  | Duseniella     |
|  |                |

|  | \| \| Chuquiraga (1) \| \| \| \| \| \| Duseniella \| \| \| \| |
|  |                                                               |
|  | Chuquiraga (2)                                                |
|  |                                                               |
|  | Chuquiraga (1)                                                |
|  |                                                               |
|  | Duseniella                                                    |
|  |                                                               |

|  | Chuquiraga (1) |
|  |                |
|  | Duseniella     |
|  |                |

|  | Archidasyphyllum                                       |
|  |                                                        |
|  | \| \| Arnaldoa \| \| \| \| \| \| Fulcaldea \| \| \| \| |
|  |                                                        |
|  | Arnaldoa                                               |
|  |                                                        |
|  | Fulcaldea                                              |
|  |                                                        |

|  | Arnaldoa  |
|  |           |
|  | Fulcaldea |
|  |           |

|  | Archidasyphyllum                                       |
|  |                                                        |
|  | \| \| Arnaldoa \| \| \| \| \| \| Fulcaldea \| \| \| \| |
|  |                                                        |
|  | Arnaldoa                                               |
|  |                                                        |
|  | Fulcaldea                                              |
|  |                                                        |

|  | Arnaldoa  |
|  |           |
|  | Fulcaldea |
|  |           |

|  | Archidasyphyllum                                       |
|  |                                                        |
|  | \| \| Arnaldoa \| \| \| \| \| \| Fulcaldea \| \| \| \| |
|  |                                                        |
|  | Arnaldoa                                               |
|  |                                                        |
|  | Fulcaldea                                              |
|  |                                                        |

|  | Arnaldoa  |
|  |           |
|  | Fulcaldea |
|  |           |

|  | Archidasyphyllum                                       |
|  |                                                        |
|  | \| \| Arnaldoa \| \| \| \| \| \| Fulcaldea \| \| \| \| |
|  |                                                        |
|  | Arnaldoa                                               |
|  |                                                        |
|  | Fulcaldea                                              |
|  |                                                        |

|  | Arnaldoa  |
|  |           |
|  | Fulcaldea |
|  |           |

|  | \| \| Chuquiraga (1) \| \| \| \| \| \| Duseniella \| \| \| \| |
|  |                                                               |
|  | Chuquiraga (2)                                                |
|  |                                                               |
|  | Chuquiraga (1)                                                |
|  |                                                               |
|  | Duseniella                                                    |
|  |                                                               |

|  | Chuquiraga (1) |
|  |                |
|  | Duseniella     |
|  |                |

|  | \| \| Chuquiraga (1) \| \| \| \| \| \| Duseniella \| \| \| \| |
|  |                                                               |
|  | Chuquiraga (2)                                                |
|  |                                                               |
|  | Chuquiraga (1)                                                |
|  |                                                               |
|  | Duseniella                                                    |
|  |                                                               |

|  | Chuquiraga (1) |
|  |                |
|  | Duseniella     |
|  |                |

|  | Archidasyphyllum                                       |
|  |                                                        |
|  | \| \| Arnaldoa \| \| \| \| \| \| Fulcaldea \| \| \| \| |
|  |                                                        |
|  | Arnaldoa                                               |
|  |                                                        |
|  | Fulcaldea                                              |
|  |                                                        |

|  | Arnaldoa  |
|  |           |
|  | Fulcaldea |
|  |           |

|  | Archidasyphyllum                                       |
|  |                                                        |
|  | \| \| Arnaldoa \| \| \| \| \| \| Fulcaldea \| \| \| \| |
|  |                                                        |
|  | Arnaldoa                                               |
|  |                                                        |
|  | Fulcaldea                                              |
|  |                                                        |

|  | Arnaldoa  |
|  |           |
|  | Fulcaldea |
|  |           |

|  | Archidasyphyllum                                       |
|  |                                                        |
|  | \| \| Arnaldoa \| \| \| \| \| \| Fulcaldea \| \| \| \| |
|  |                                                        |
|  | Arnaldoa                                               |
|  |                                                        |
|  | Fulcaldea                                              |
|  |                                                        |

|  | Arnaldoa  |
|  |           |
|  | Fulcaldea |
|  |           |

|  | Archidasyphyllum                                       |
|  |                                                        |
|  | \| \| Arnaldoa \| \| \| \| \| \| Fulcaldea \| \| \| \| |
|  |                                                        |
|  | Arnaldoa                                               |
|  |                                                        |
|  | Fulcaldea                                              |
|  |                                                        |

|  | Arnaldoa  |
|  |           |
|  | Fulcaldea |
|  |           |

|  | \| \| Chuquiraga (1) \| \| \| \| \| \| Duseniella \| \| \| \| |
|  |                                                               |
|  | Chuquiraga (2)                                                |
|  |                                                               |
|  | Chuquiraga (1)                                                |
|  |                                                               |
|  | Duseniella                                                    |
|  |                                                               |

|  | Chuquiraga (1) |
|  |                |
|  | Duseniella     |
|  |                |

|  | \| \| Chuquiraga (1) \| \| \| \| \| \| Duseniella \| \| \| \| |
|  |                                                               |
|  | Chuquiraga (2)                                                |
|  |                                                               |
|  | Chuquiraga (1)                                                |
|  |                                                               |
|  | Duseniella                                                    |
|  |                                                               |

|  | Chuquiraga (1) |
|  |                |
|  | Duseniella     |
|  |                |

|  | Archidasyphyllum                                       |
|  |                                                        |
|  | \| \| Arnaldoa \| \| \| \| \| \| Fulcaldea \| \| \| \| |
|  |                                                        |
|  | Arnaldoa                                               |
|  |                                                        |
|  | Fulcaldea                                              |
|  |                                                        |

|  | Arnaldoa  |
|  |           |
|  | Fulcaldea |
|  |           |

|  | Archidasyphyllum                                       |
|  |                                                        |
|  | \| \| Arnaldoa \| \| \| \| \| \| Fulcaldea \| \| \| \| |
|  |                                                        |
|  | Arnaldoa                                               |
|  |                                                        |
|  | Fulcaldea                                              |
|  |                                                        |

|  | Arnaldoa  |
|  |           |
|  | Fulcaldea |
|  |           |

|  | Archidasyphyllum                                       |
|  |                                                        |
|  | \| \| Arnaldoa \| \| \| \| \| \| Fulcaldea \| \| \| \| |
|  |                                                        |
|  | Arnaldoa                                               |
|  |                                                        |
|  | Fulcaldea                                              |
|  |                                                        |

|  | Arnaldoa  |
|  |           |
|  | Fulcaldea |
|  |           |

|  | Archidasyphyllum                                       |
|  |                                                        |
|  | \| \| Arnaldoa \| \| \| \| \| \| Fulcaldea \| \| \| \| |
|  |                                                        |
|  | Arnaldoa                                               |
|  |                                                        |
|  | Fulcaldea                                              |
|  |                                                        |

|  | Arnaldoa  |
|  |           |
|  | Fulcaldea |
|  |           |

|  | \| \| Chuquiraga (1) \| \| \| \| \| \| Duseniella \| \| \| \| |
|  |                                                               |
|  | Chuquiraga (2)                                                |
|  |                                                               |
|  | Chuquiraga (1)                                                |
|  |                                                               |
|  | Duseniella                                                    |
|  |                                                               |

|  | Chuquiraga (1) |
|  |                |
|  | Duseniella     |
|  |                |

|  | \| \| Chuquiraga (1) \| \| \| \| \| \| Duseniella \| \| \| \| |
|  |                                                               |
|  | Chuquiraga (2)                                                |
|  |                                                               |
|  | Chuquiraga (1)                                                |
|  |                                                               |
|  | Duseniella                                                    |
|  |                                                               |

|  | Chuquiraga (1) |
|  |                |
|  | Duseniella     |
|  |                |

|  | Archidasyphyllum                                       |
|  |                                                        |
|  | \| \| Arnaldoa \| \| \| \| \| \| Fulcaldea \| \| \| \| |
|  |                                                        |
|  | Arnaldoa                                               |
|  |                                                        |
|  | Fulcaldea                                              |
|  |                                                        |

|  | Arnaldoa  |
|  |           |
|  | Fulcaldea |
|  |           |

|  | Archidasyphyllum                                       |
|  |                                                        |
|  | \| \| Arnaldoa \| \| \| \| \| \| Fulcaldea \| \| \| \| |
|  |                                                        |
|  | Arnaldoa                                               |
|  |                                                        |
|  | Fulcaldea                                              |
|  |                                                        |

|  | Arnaldoa  |
|  |           |
|  | Fulcaldea |
|  |           |

|  | Archidasyphyllum                                       |
|  |                                                        |
|  | \| \| Arnaldoa \| \| \| \| \| \| Fulcaldea \| \| \| \| |
|  |                                                        |
|  | Arnaldoa                                               |
|  |                                                        |
|  | Fulcaldea                                              |
|  |                                                        |

|  | Arnaldoa  |
|  |           |
|  | Fulcaldea |
|  |           |

|  | Archidasyphyllum                                       |
|  |                                                        |
|  | \| \| Arnaldoa \| \| \| \| \| \| Fulcaldea \| \| \| \| |
|  |                                                        |
|  | Arnaldoa                                               |
|  |                                                        |
|  | Fulcaldea                                              |
|  |                                                        |

|  | Arnaldoa  |
|  |           |
|  | Fulcaldea |
|  |           |

|  | \| \| Chuquiraga (1) \| \| \| \| \| \| Duseniella \| \| \| \| |
|  |                                                               |
|  | Chuquiraga (2)                                                |
|  |                                                               |
|  | Chuquiraga (1)                                                |
|  |                                                               |
|  | Duseniella                                                    |
|  |                                                               |

|  | Chuquiraga (1) |
|  |                |
|  | Duseniella     |
|  |                |

|  | \| \| Chuquiraga (1) \| \| \| \| \| \| Duseniella \| \| \| \| |
|  |                                                               |
|  | Chuquiraga (2)                                                |
|  |                                                               |
|  | Chuquiraga (1)                                                |
|  |                                                               |
|  | Duseniella                                                    |
|  |                                                               |

|  | Chuquiraga (1) |
|  |                |
|  | Duseniella     |
|  |                |

|  | Archidasyphyllum                                       |
|  |                                                        |
|  | \| \| Arnaldoa \| \| \| \| \| \| Fulcaldea \| \| \| \| |
|  |                                                        |
|  | Arnaldoa                                               |
|  |                                                        |
|  | Fulcaldea                                              |
|  |                                                        |

|  | Arnaldoa  |
|  |           |
|  | Fulcaldea |
|  |           |

|  | Archidasyphyllum                                       |
|  |                                                        |
|  | \| \| Arnaldoa \| \| \| \| \| \| Fulcaldea \| \| \| \| |
|  |                                                        |
|  | Arnaldoa                                               |
|  |                                                        |
|  | Fulcaldea                                              |
|  |                                                        |

|  | Arnaldoa  |
|  |           |
|  | Fulcaldea |
|  |           |

|  | Archidasyphyllum                                       |
|  |                                                        |
|  | \| \| Arnaldoa \| \| \| \| \| \| Fulcaldea \| \| \| \| |
|  |                                                        |
|  | Arnaldoa                                               |
|  |                                                        |
|  | Fulcaldea                                              |
|  |                                                        |

|  | Arnaldoa  |
|  |           |
|  | Fulcaldea |
|  |           |

|  | Archidasyphyllum                                       |
|  |                                                        |
|  | \| \| Arnaldoa \| \| \| \| \| \| Fulcaldea \| \| \| \| |
|  |                                                        |
|  | Arnaldoa                                               |
|  |                                                        |
|  | Fulcaldea                                              |
|  |                                                        |

|  | Arnaldoa  |
|  |           |
|  | Fulcaldea |
|  |           |

|  | \| \| Chuquiraga (1) \| \| \| \| \| \| Duseniella \| \| \| \| |
|  |                                                               |
|  | Chuquiraga (2)                                                |
|  |                                                               |
|  | Chuquiraga (1)                                                |
|  |                                                               |
|  | Duseniella                                                    |
|  |                                                               |

|  | Chuquiraga (1) |
|  |                |
|  | Duseniella     |
|  |                |

|  | \| \| Chuquiraga (1) \| \| \| \| \| \| Duseniella \| \| \| \| |
|  |                                                               |
|  | Chuquiraga (2)                                                |
|  |                                                               |
|  | Chuquiraga (1)                                                |
|  |                                                               |
|  | Duseniella                                                    |
|  |                                                               |

|  | Chuquiraga (1) |
|  |                |
|  | Duseniella     |
|  |                |

|  | Archidasyphyllum                                       |
|  |                                                        |
|  | \| \| Arnaldoa \| \| \| \| \| \| Fulcaldea \| \| \| \| |
|  |                                                        |
|  | Arnaldoa                                               |
|  |                                                        |
|  | Fulcaldea                                              |
|  |                                                        |

|  | Arnaldoa  |
|  |           |
|  | Fulcaldea |
|  |           |

|  | Archidasyphyllum                                       |
|  |                                                        |
|  | \| \| Arnaldoa \| \| \| \| \| \| Fulcaldea \| \| \| \| |
|  |                                                        |
|  | Arnaldoa                                               |
|  |                                                        |
|  | Fulcaldea                                              |
|  |                                                        |

|  | Arnaldoa  |
|  |           |
|  | Fulcaldea |
|  |           |

|  | Archidasyphyllum                                       |
|  |                                                        |
|  | \| \| Arnaldoa \| \| \| \| \| \| Fulcaldea \| \| \| \| |
|  |                                                        |
|  | Arnaldoa                                               |
|  |                                                        |
|  | Fulcaldea                                              |
|  |                                                        |

|  | Arnaldoa  |
|  |           |
|  | Fulcaldea |
|  |           |

|  | Archidasyphyllum                                       |
|  |                                                        |
|  | \| \| Arnaldoa \| \| \| \| \| \| Fulcaldea \| \| \| \| |
|  |                                                        |
|  | Arnaldoa                                               |
|  |                                                        |
|  | Fulcaldea                                              |
|  |                                                        |

|  | Arnaldoa  |
|  |           |
|  | Fulcaldea |
|  |           |

Il numero cromosomico delle specie di questo gruppo è: 2n = 16, 48, 50, 54, 100 e 108.

### Elenco dei generi
La tribù comprende 10 generi e 85 specie:
| Genere                                                           | N. specie                                           | Distribuzione                                                                             |
| ---------------------------------------------------------------- | --------------------------------------------------- | ----------------------------------------------------------------------------------------- |
| Archidasyphyllum (Cabrera) P.L.Ferreira, Saavedra & Groppo, 2019 | 2 spp.                                              | Dall'Argentina al Cile                                                                    |
| Arnaldoa Cabrera                                                 | 4 spp.                                              | Il genere è endemico del Perù settentrionale e dell'Ecuador meridionale.                  |
| Barnadesia Mutis ex L.f.                                         | 23 spp.                                             | Regione andina, dalla Colombia all'Argentina nord-occidentale e al Brasile sud-orientale. |
| Chuquiraga Juss.                                                 | 23 spp.                                             | Dall'Argentina al Cile                                                                    |
| Dasyphyllum Kunth                                                | 36 spp.                                             | Dal Venezuela all'Argentina e dal Cile verso est in Brasile.                              |
| Doniophyton Wedd.                                                | 2 spp.                                              | Dalla Patagonia in Argentina al Cile.                                                     |
| Duseniella K.Schum.                                              | Una specie: Duseniella patagonica K. Schum., 1902   | Endemismo della Patagonia (Argentina).                                                    |
| Fulcaldea Poir.                                                  | 2 spp.                                              | Ecuador e Perù.                                                                           |
| Huarpea Cabrera                                                  | Una specie: Huarpea andina Cabrera, 1951            | Nelle Ande: dal Venezuela alla Patagonia in Argentina e dal Cile verso est in Brasile.    |
| Schlechtendalia Less.                                            | Una specie: Schlechtendalia luzulifolia Less., 1830 | Argentina (nord-est), Brasile (sud) e Uruguay.                                            |

### Chiave per i generi
Per meglio comprendere ed individuare i generi di questa tribù, l'elenco seguente utilizza in parte il sistema delle chiavi analitiche (vengono cioè indicate solamente quelle caratteristiche utili a distingue un genere dall'altro):
- Gruppo 1A: le specie hanno un portamento erbaceo;

- Gruppo 2A: il fusto è eretto; le foglie sono lunghe (simili a cinghie) e pubescenti:

Schlechtendalia.
- Gruppo 2B: le piante sono cespugliose; la forma delle foglie è varia;

- Gruppo 3A: il pappo è piumoso:

Doniophyton.
- Gruppo 3B: il pappo è formato da scaglie cigliate:

Duseniella.
- Gruppo 1B: le specie hanno un portamento arbustivo o subarbustivo o arboreo;

- Gruppo 4A: i capolini hanno un solo fiore:

Fulcaldea.
- Gruppo 4B: i capolini hanno più di un fiore;

- Gruppo 5A: i capolini sono eteromorfici; il polline ha delle creste;

- Gruppo 6A: le specie hanno un portamento arbustivo o arboreo con altezze da 0,6 a 20 metri; sono presenti delle spine:

Barnadesia.
- Gruppo 6B: le specie hanno un portamento subarbustivo con altezze di 5 cm; non sono presenti delle spine:

Huarpea.
- Gruppo 5B: i capolini sono isomorfici; il polline ha delle forme varie;

- Gruppo 7A: le appendici apicali delle antere sono smarginate o bilobe;

Dasyphyllum.
- Gruppo 7B: le appendici apicali delle antere sono intere;

- Gruppo 8A: la corolla è pseudobilabiata (un lobo isolato e 4 connati); gli stami sono inseriti nella gola del tubo della corolla:

Arnaldoa.
- Gruppo 8B: la corolla è tubulare, raramente è pseudobilabiata o pseudoligulata; gli stami sono inseriti alla base del tubo della corolla:

Chuquiraga.
All'elenco sopra va aggiunto il recente genere Archidasyphyllum.